# Operación Mangosta
El Proyecto Cubano, también conocido como Operación Mangosta, fue una extensa campaña de ataques terroristas contra civiles y operaciones encubiertas llevadas a cabo por la Agencia Central de Inteligencia en contra del gobierno de Fidel Castro ideado tras el fracaso de la invasión de bahía de Cochinos. Fue autorizado oficialmente el 30 de noviembre de 1961 por el presidente estadounidense John F. Kennedy. El nombre "Operación Mangosta" se acordó en una reunión en la Casa Blanca el 4 de noviembre de 1961.

## Orígenes
El ascenso al poder de Fidel Castro había sido observado por la Agencia Central de Inteligencia desde 1948. A medida que ascendía al poder, la CIA se preocupó cada vez más por sus acciones y puntos de vista políticos. A fines de la década de 1950, la CIA comenzó a recopilar más información sobre Castro, sospechando que era comunista. Inicialmente, la organización no pudo descubrir pruebas contundentes de que Castro fuera comunista. Sin embargo, la CIA siguió preocupada por cómo el gobierno de Castro tomó posiciones procomunistas. La inteligencia de la CIA concluyó que los confidentes cercanos de Castro, el Che Guevara y Raúl Castro, tenían tendencias comunistas.El general Charles P. Cabell señaló en noviembre de 1959 que, si bien Castro no era comunista, permitió que el partido comunista en Cuba creciera y difundiera su mensaje. No obstante, en diciembre ya se estaban discutiendo planes entre funcionarios de política exterior de alto rango de los Estados Unidos. que pedían derrocar al gobierno de Castro. Un informe oficial de la CIA afirma que, para marzo de 1960, Estados Unidos ya había decidido que había que desplazar a Fidel Castro. Debido al temor de Estados Unidos a las repercusiones de las Naciones Unidas, el plan se mantuvo en el más alto nivel de secreto y, por lo tanto, la "negabilidad plausible" se convirtió en un punto focal clave en la política de servicio clandestino estadounidense.

## Historia
La operación contaba con 32 tareas. 13 de ellas planeaban la guerra económica ya en forma más estructurada y con parte importante de la codificación que hasta hoy conserva. El jefe de la Operación Mangosta fue Edward Lansdale, quién diseñó el programa que conducía a la revuelta y al derrocamiento del régimen comunista cubano.
En ella aparecen ya las acciones para encarecer y dificultar el transporte marítimo hacia Cuba, para provocar fracasos en las cosechas de alimentos y para impedir las ventas de níquel, entre otras. Durante el período de vigencia del Plan Mangosta, en un lapso de unos 14 meses se registraron de ellas 716 sabotajes de envergadura contra objetivos económicos. 
Según partidarios del gobierno de Fidel Castro, la conspiración del 30 de agosto de 1962 fue parte de dicha operación. Cuba luego accedió a la sugerencia de la Unión Soviética de emplazar cohetes atómicos en su territorio, lo que condujo a la Crisis de los misiles de Cuba en octubre de 1962, el momento álgido de la Guerra Fría. 

## Representaciones de los medios
En la película JFK de Oliver Stone , la Operación Mangosta se presenta en secuencias de flashback como un campo de entrenamiento donde, entre otros, Lee Harvey Oswald se vuelve versado en tácticas de milicias anticastristas.